# Brescialat
El equipo Tenax, conocido anteriormente como Brescialat, Liquigas-Pata o Cage Maglierie, fue un equipo ciclista irlandés, de origen italiano, de ciclismo en ruta que compitió entre 1994 a 2007.

## Historia
El equipo se fundó el 1994, con el nombre de Brescialat-Ceramiche Refin, ya paricipant al Giro de Italia y a la Vuelta en España al primer año.
El 1995, el director deportivo Primo Franchini deja el equipo, junto con el segundo patrocinador, para establecer el Refin-Cantina Tollo. Llegan las primeras victorias al Giro y la primera participación en el Tour de Francia.
El 1999 Brescialat deja el patrocinio y es sustituido por Liquigas durante tres años.
El 2002 queda como principal patrocinador Cage Maglierie, hasta que el 2003 ya pasa a ser de Tenax. A partir de la entrada de la UCI World Tour el equipo pasa a ser Continental Profesional pudiendo participar en el circuitos continentales. A la vez el equipo pasa a tener licencia irlandesa.
Desaparece a finales de la temporada 2007.
No se tiene que confundir este equipo con el Liquigas.

## Corredor mejor clasificado en las Grandes Vueltas
| Año  | Giro de Italia           | Tour de Francia       | Vuelta a España       |
| ---- | ------------------------ | --------------------- | --------------------- |
| 1994 | 17.º Flavio Giupponi     | -                     | 52.º Luca Gelfi       |
| 1995 | 15.º Paolo Lanfranchi    | 14.º Paolo Lanfranchi | -                     |
| 1996 | 20.º Zenon Jascuła       | 93.º Mariano Piccoli  | -                     |
| 1997 | 6.º Wladimir Belli       | -                     | 16.º Marco Serpellini |
| 1998 | 19.º Roberto Sgambelluri | -                     | 9.º Marco Serpellini  |
| 1999 | 20.º Nicola Miceli       | -                     | 36.º Nicola Miceli    |
| 2000 | 9.º Serhi Honchar        | -                     | 43.º Andrei Teteriouk |
| 2001 | 4.º Serhi Honchar        | -                     | -                     |
| 2002 | -                        | -                     | -                     |
| 2003 | 66.º Daniele Pietropolli | -                     | -                     |
| 2004 | 71.º Oscar Pozzi         | -                     | -                     |
| 2005 | -                        | -                     | -                     |
| 2006 | -                        | -                     | -                     |
| 2007 | -                        | -                     | -                     |

## Principales resultados

### Carreras por etapas
- Tirreno-Adriático: 2001 (Davide Rebellin)
- Tour del Mediterráneo: 2001 (Davide Rebellin)
- Semana Lombarda: 2001 (Serhi Honchar)

### A las grandes vueltas
- Giro de Italia
  - 10 participaciones (1994, 1995, 1996, 1997, 1998, 1999, 2000, 2001, 2003, 2004),
  - 7 victorias de etapa:
    - 2 el 1995: Filippo Casagrande, Mariano Piccoli
    - 1 el 1997: Roberto Sgambelluri
    - 1 el 1998: Mariano Piccoli
    - 1 el 2000: Cristian Moreni
    - 2 el 2001: Ellis Rastelli, Denis Zanette

  - 0 clasificaciones finales:
  - 3 clasificaciones secundarias:
    - Gran Premio de la montaña: Mariano Piccoli (1995, 1996) 
    - Clasificación por puntos: Mariano Piccoli (1998)

- Tour de Francia
  - 2 participación (1995, 1996)
  - 0 victorias de etapa:
  - 0 clasificaciones secundarias:

- Vuelta a España
  - 5 participaciones (1994, 1997, 1998, 1999, 2000)
  - 2 victorias de etapa:
    - 1 el 1997: Mariano Piccoli
    - 1 el 1999: Cristian Moreni

  - 0 clasificaciones secundarias:

### Campeonatos nacionales
- Campeonato de Suiza en ruta (1) : 1994 (Felice Puttini)
- Campeonato de Moldavia en ruta (1) : 1998 (Ruslan Ivanov)
- Campeonato de Moldavia en contrarreloj (1) : 1998 (Ruslan Ivanov)
- Campeonato de Kazajistán en ruta (1) : 1999 (Andrei Teteriouk)
- Campeonato de Ucrania en contrarreloj (2) : 2000, 2001 (Serhi Honchar)
- Campeonato de Eslovenia en ruta (1) : 2001 (Gorazd Štangelj)
- Campeonato de Eslovenia en contrarreloj (1) : 2004 (Dean Podgornik)

## Clasificaciones UCI
Hasta el 1998 los equipos ciclistas se encontraban clasificados dentro de la UCI en una única categoría. El 1999 la clasificación UCI por equipos se dividió entre GSI, GSII y GSIII. De acuerdo con esta clasificación los Grupos Deportivos II son la segunda división de los equipos ciclistas profesionales.
| Temporada | Clasificación por equipos | Mejor ciclista en la clasificación individual |
| --------- | ------------------------- | --------------------------------------------- |
| 1995      | 17º                       | Massimo Podenzana (53.º)                      |
| 1996      | 27º                       | Marco Milesi (179º)                           |
| 1997      | 18º                       | Wladimir Belli (46.º)                         |
| 1998      | 22º                       | Marco Serpellini (31.º)                       |
| 1999      | 5º (GSII)                 | Andrei Teteriuk (95.º)                        |
| 2000      | 12º (GSI)                 | Davide Rebellin (7º)                          |
| 2001      | 12º (GSI)                 | Davide Rebellin (3º)                          |
| 2002      | 20º (GSII)                | Fausto Dotti (426º)                           |
| 2003      | 24º (GSII)                | Gianluca Tonetti (464º)                       |
| 2004      | 17º (GSII)                | Oscar Pozzi (545º)                            |

UCI Asia Tour
| Temporada | Clasificación por equipos | Mejor ciclista en la clasificación individual |
| --------- | ------------------------- | --------------------------------------------- |
| 2007      | 43.º                      | Gabriele Bosisio (173º)                       |

UCI Europa Tour
| Temporada | Clasificación por equipos | Mejor ciclista en la clasificación individual |
| --------- | ------------------------- | --------------------------------------------- |
| 2005      | 43.º                      | Ruslan Pidgornyy (150.º)                      |
| 2006      | 11.º                      | Ruslan Pidgornyy (10º)                        |
| 2007      | 8.º                       | Gabriele Bosisio (29º)                        |

| Temporada | Clasificación por equipos | Mejor ciclista en la clasificación individual |
| --------- | ------------------------- | --------------------------------------------- |
| 2005      | 7.º                       | David McPartland (8º)                         |